# 東海インターチェンジ
東海インターチェンジ（とうかいインターチェンジ）は、愛知県東海市にある伊勢湾岸自動車道・伊勢湾岸道路（国道302号有料道路区間）および西知多産業道路（国道247号）のインターチェンジ(IC)である。
2011年11月19日、当ICと併設して、名古屋高速4号東海線と接続する東海ジャンクション(JCT)が供用開始。

## 西知多産業道路「東海インターチェンジ」

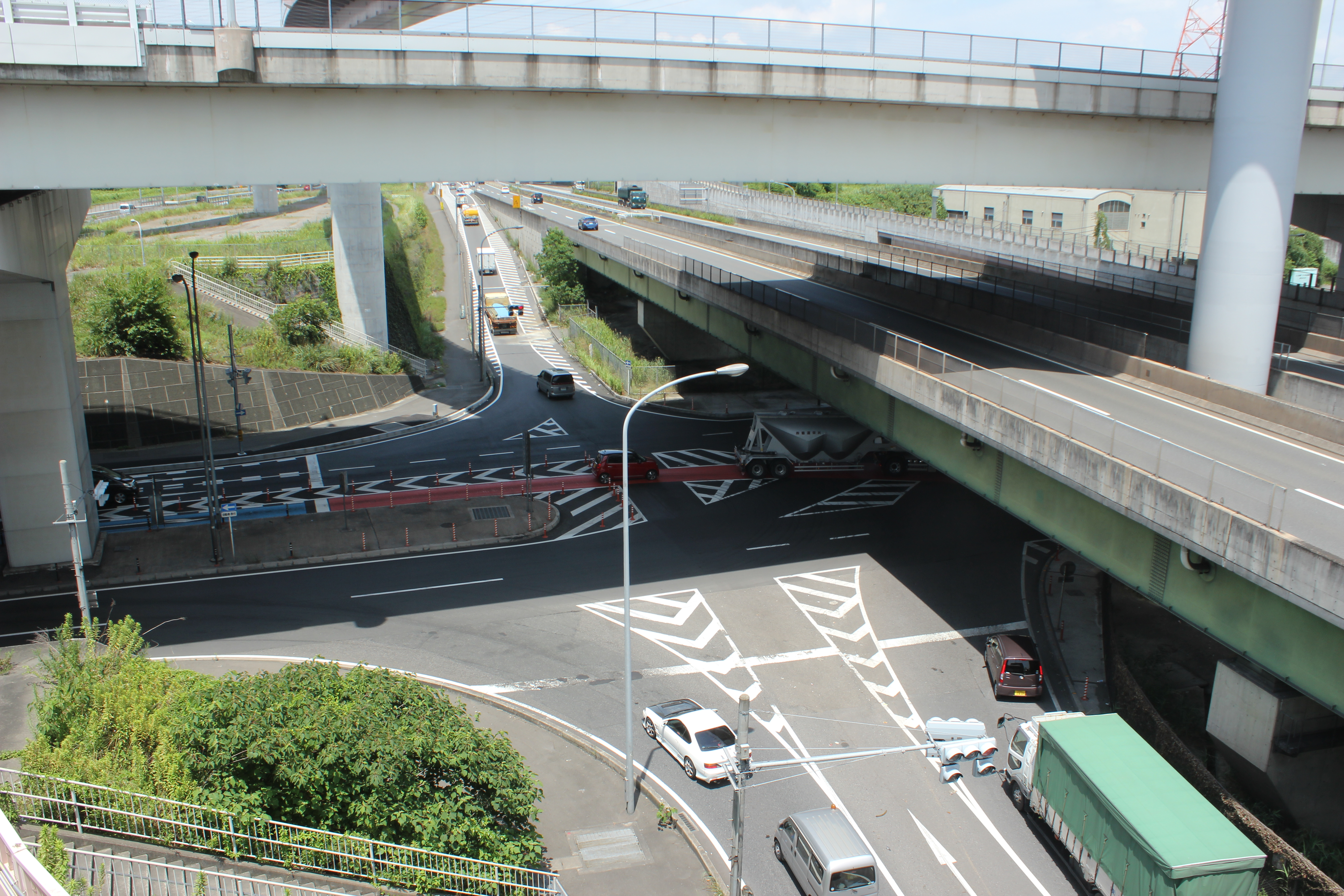
東海IC。最下部が国道302号との平面交差部、中間の高架道路が西知多産業道路本線、最上部が伊勢湾岸自動車道。

北緯35度3分5.87秒 東経136度53分57.96秒 / 北緯35.0516306度 東経136.8994333度

### 概要
後述の伊勢湾岸自動車道東海ICに挟まれて立地し、国道302号（名古屋環状2号線）と接続する。伊勢湾岸自動車道東海ICとは国道302号を介して接続する。なお、名古屋高速4号東海線と西知多産業道路知多方面は専用の連絡路を介して接続する（東海JCTの項で詳述）。

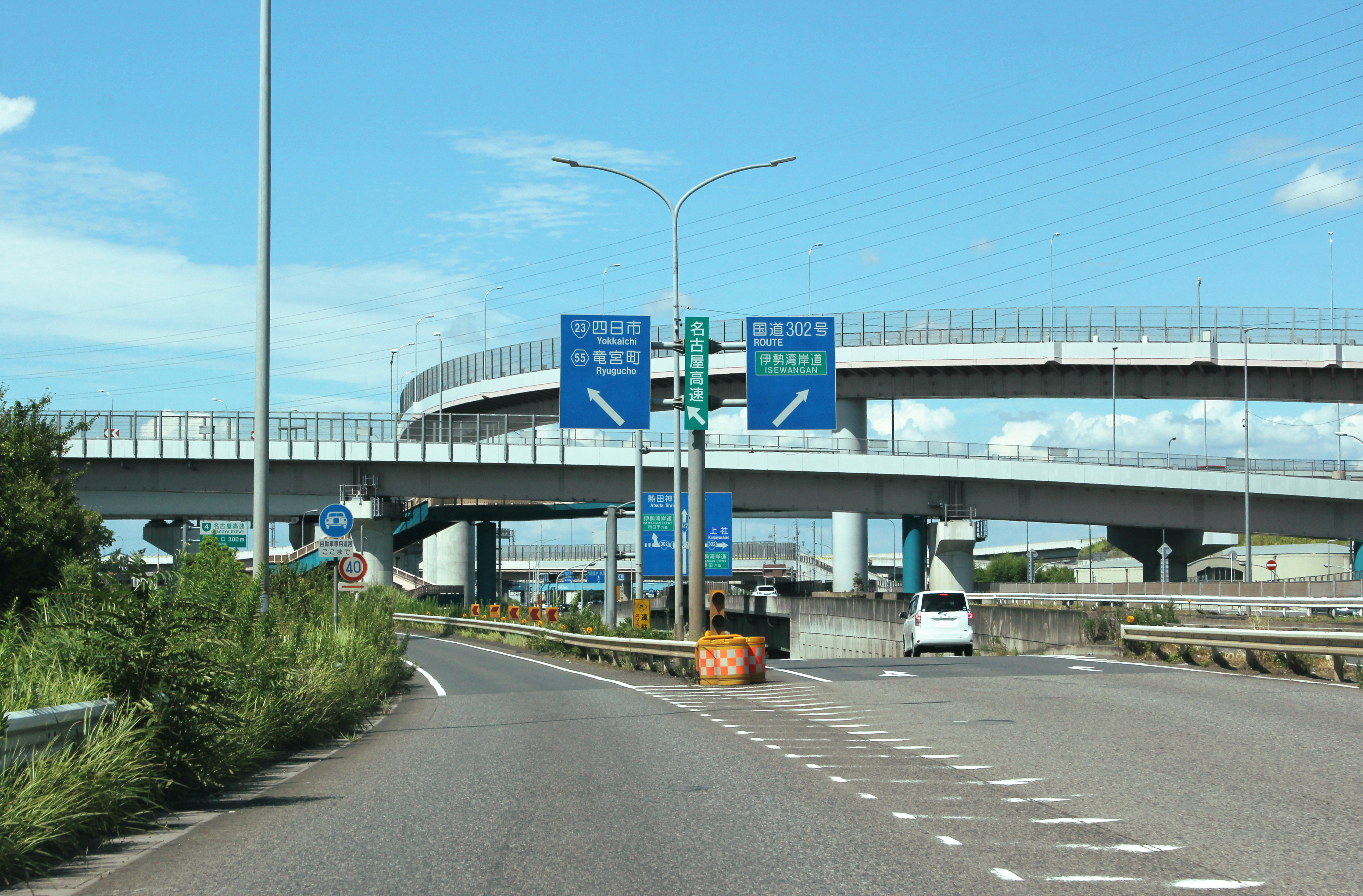
西知多産業道路から分岐する東海ICへのランプ（右）と愛知県道55号・名高速への直通線（左）
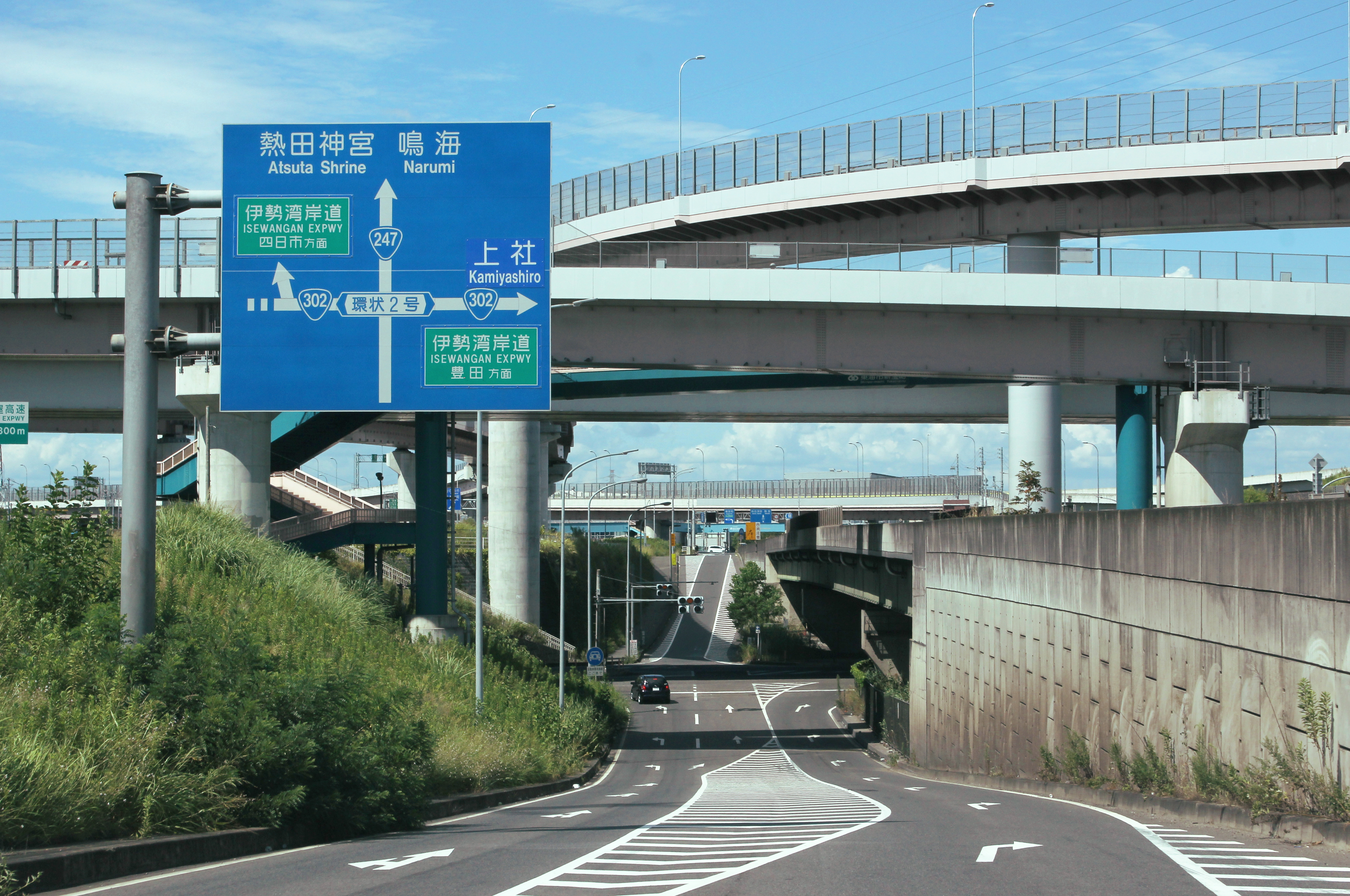
国道302号と接続するランプ
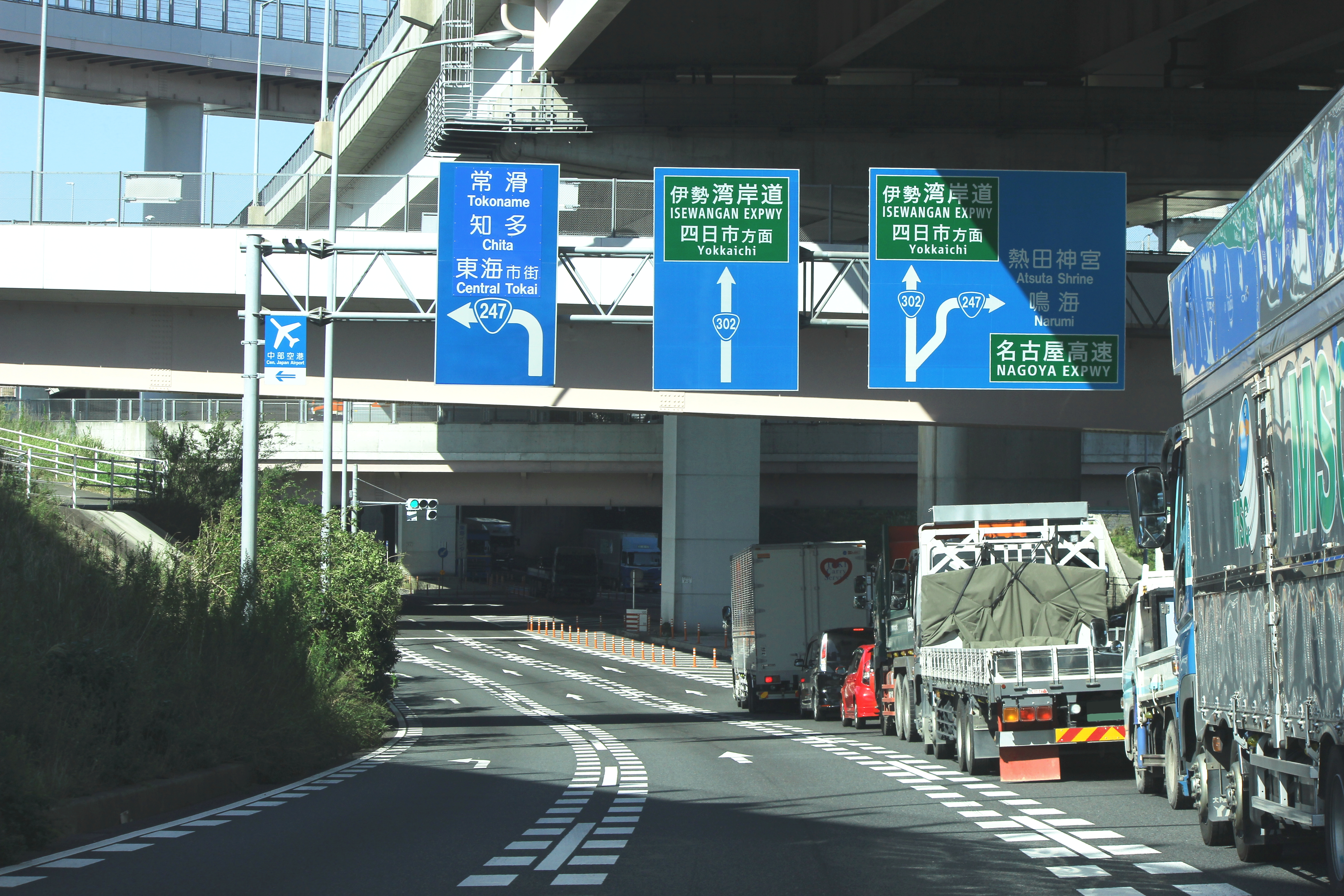
国道302号側の東海IC。

### 接続する道路
- 国道302号[2]
- 愛知県道59号名古屋中環状線（国道247号、国道302号と重複）

### 隣
西知多産業道路
新宝町交差点 - 東海IC/JCT - 荒尾IC

## 伊勢湾岸自動車道「東海インターチェンジ」

### 概要
直交する国道247号（西知多産業道路）を挟むダイヤモンド型インターチェンジである。国道247号の西側に四日市JCT方面への入口と同方面からの出口が、東側に豊田JCT方面への入口と同方面からの出口が設置されている。四日市JCT方面出入口は東海市新宝町に所在し、名古屋港の新宝ふ頭に敷設されている。
東海JCTでは伊勢湾岸自動車道と西知多産業道路（国道247号）は接続しておらず、当ICにて国道302号に一度下りる必要がある。
伊勢湾岸自動車道は豊田東JCTから当ICまでが高速自動車国道であり、当IC - 飛島IC間は、国道302号「伊勢湾岸道路」（一般有料道路、高速自動車国道に並行する一般国道自動車専用道路）である。その絡みで、四日市JCT方面のランプウェイと本線の合流部には「ここから一般有料道路」の標識板と可変式の速度標識、およびトレーラーに対する規制標識が設置されている（詳細は名港トリトン#その他設備を参照）。
当該ICは高速自動車国道（第二東名）と一般有料道路との境界であるため、両道路を直通する場合は通行料金が割高になることから、直通車両に対しての割引制度が適用されている。

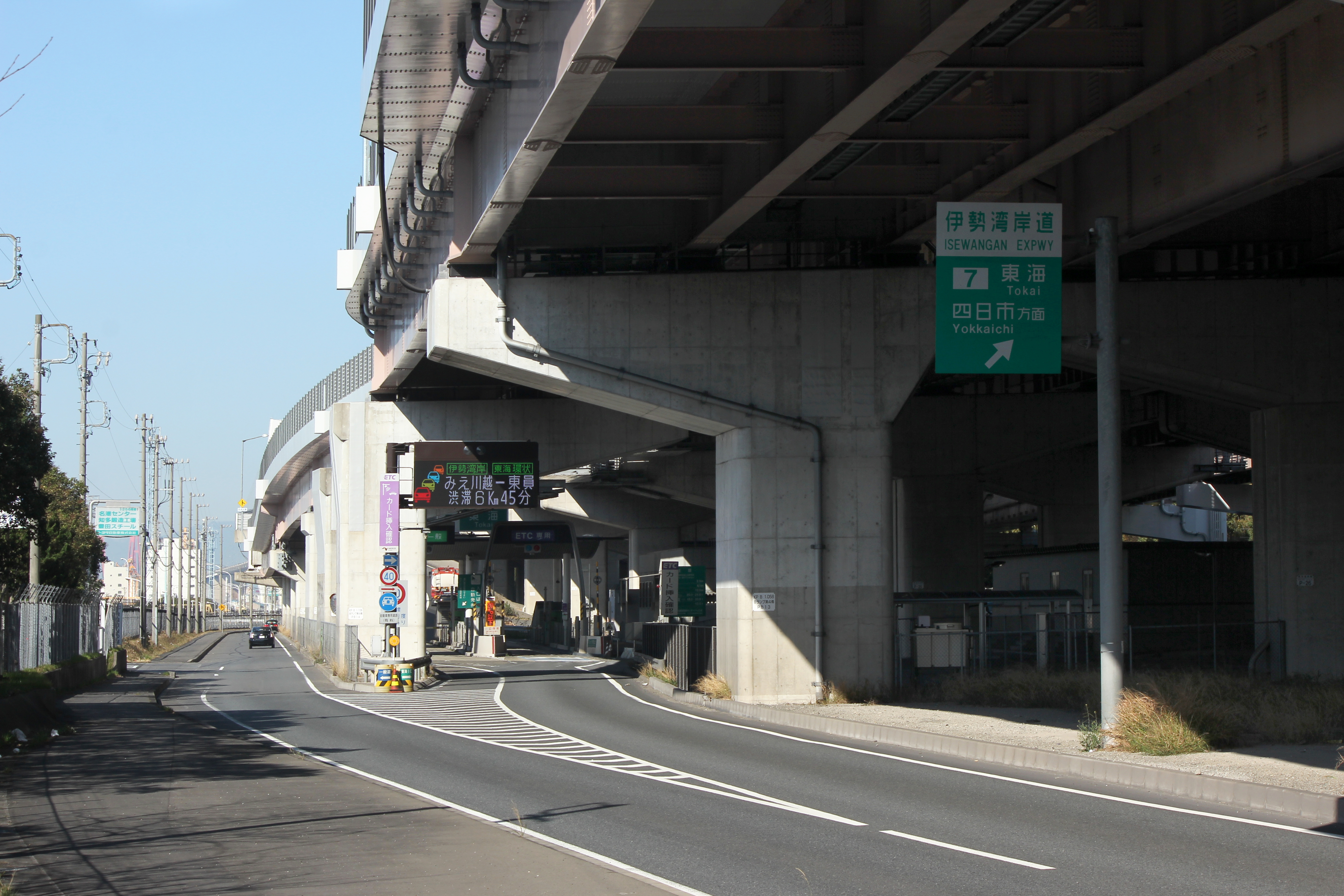
四日市方面入口。国道302号自動車専用道路「伊勢湾岸道路」の入口でもある。直進する左の道路は愛知県道59号名古屋中環状線。
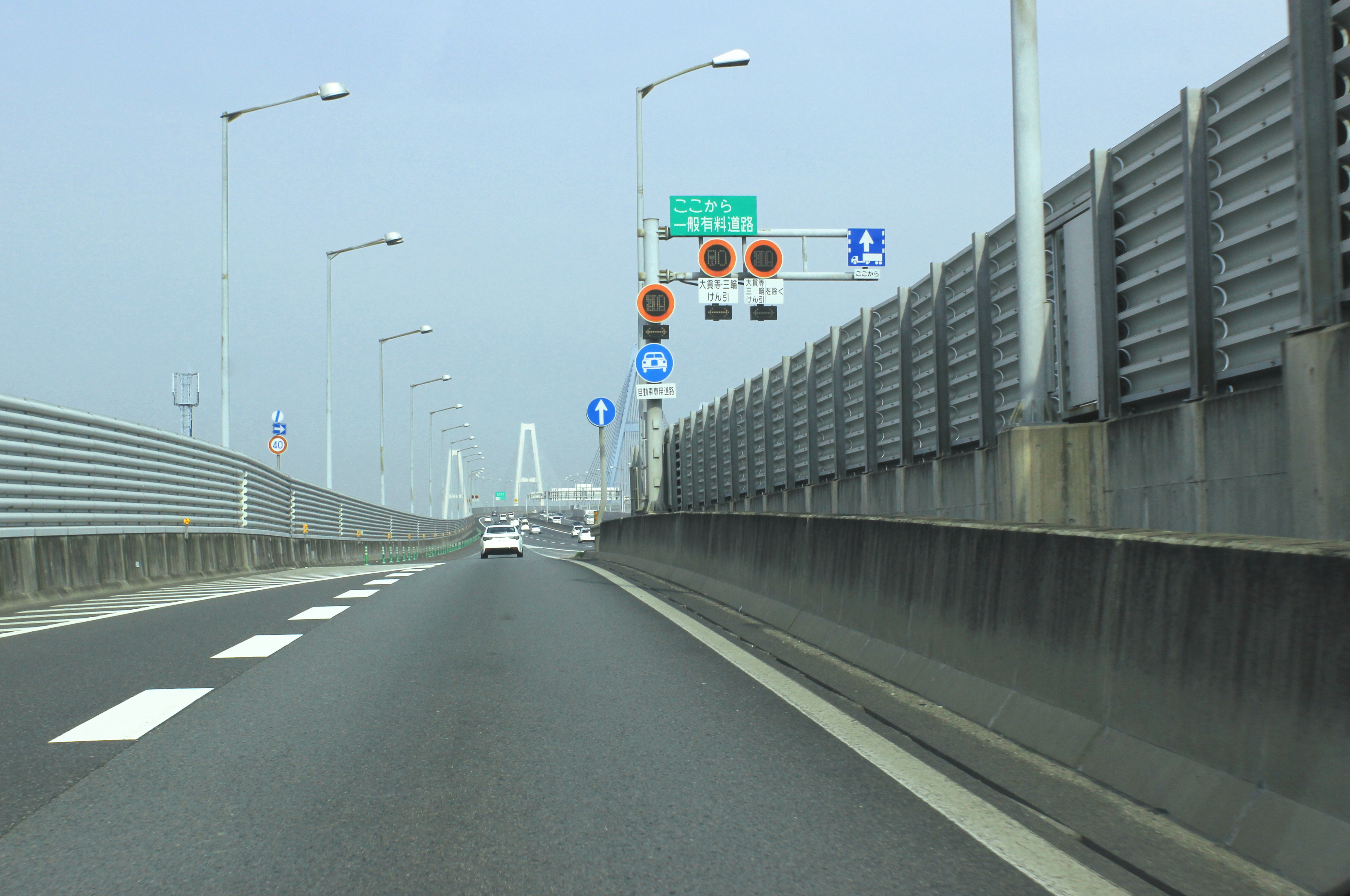
四日市方面入口からのランプウェイを登り、本線と合流する地点に設置された標識群（右側）[9]。高速自動車国道（第二東名）はランプウェイとの合流地点で途切れ、それより先は一般有料道路「伊勢湾岸道路」。
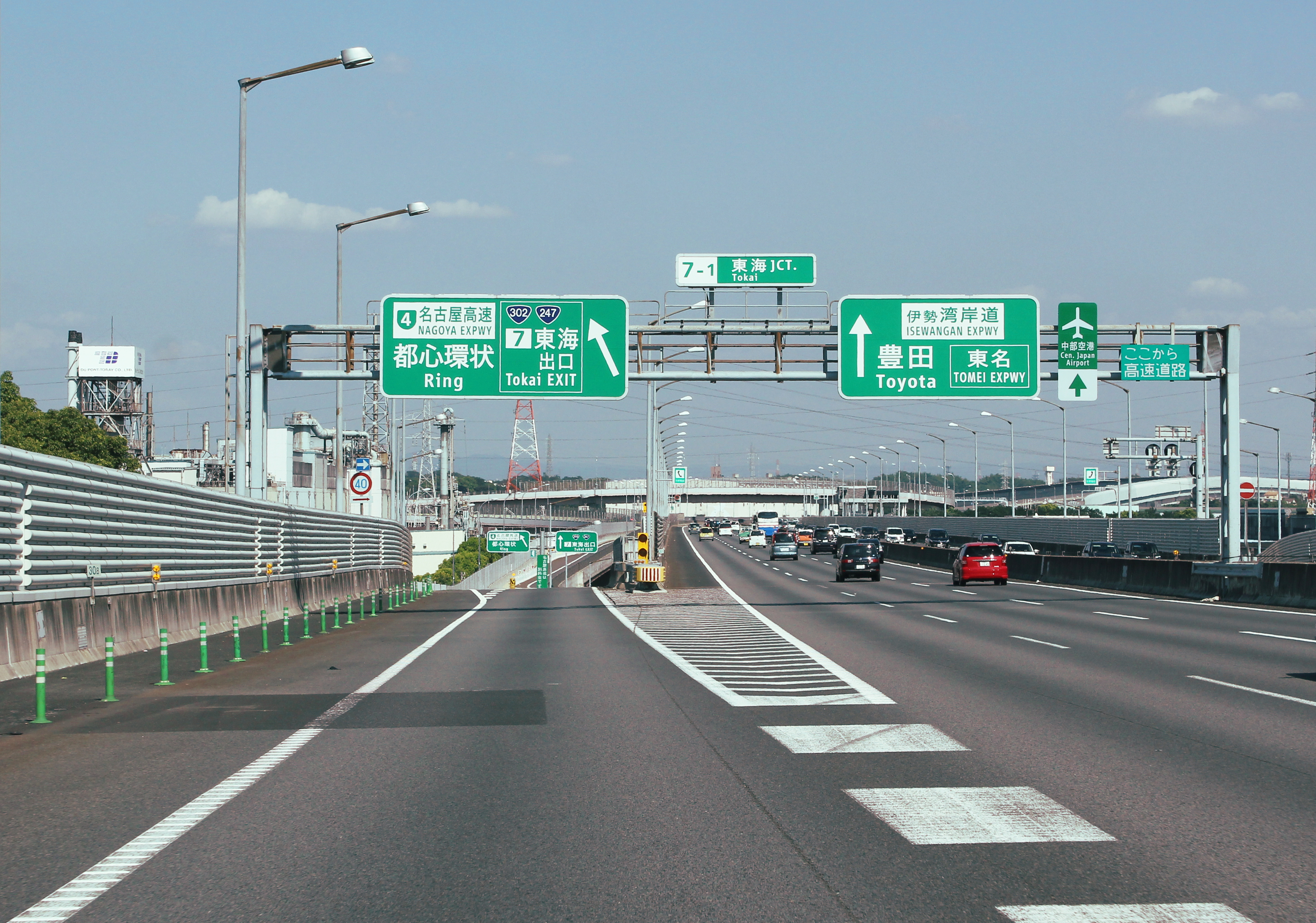
四日市JCT方面からの流出路。一般有料区間の終点のため「ここから高速道路」の規制解除の標識を設置。
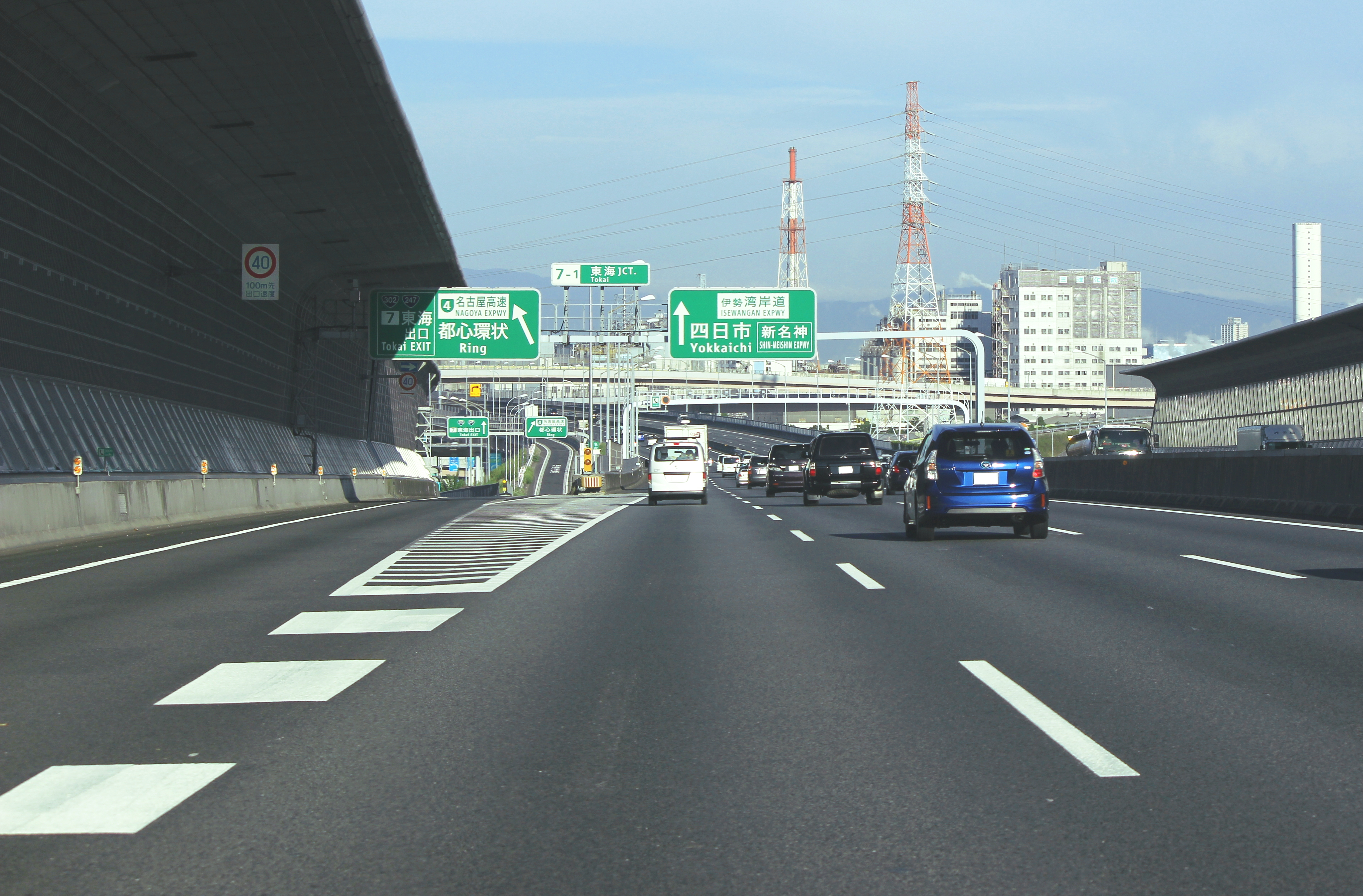
四日市JCT方面行き本線の流出部。

### 歴史
東海ICは名古屋環状2号線が都市計画決定された1967年（昭和42年）3月に設置が決定された。名古屋市外縁を一周する環状の自動車専用道路の一出入口としての位置付けであった。やがて新しい制度の下での都市計画が策定され、名古屋環状2号線専用部においても新都市計画法に基づいて1982年（昭和57年）11月に再度都市計画決定された。なお、名古屋南JCTと飛島JCT間（名古屋港経由）は一般有料道路として計画されていた伊勢湾岸道路と重複したが、都市計画上はあくまで名古屋環状2号線専用部に所属した。そのため、1982年時点における道路規格は第2種第1級で、名古屋第二環状自動車道（名二環）と同仕様であった。
やがて東海ICを含むその前後の区間が1987年（昭和62年）9月の国土開発幹線自動車道建設法の改正によって第二東海自動車道の予定路線に組み込まれた。そして1989年（平成元年）2月の第28回国土開発幹線自動車道建設審議会の議決を経て、横浜市 - 東海市間が第二東海自動車道横浜東海線（第二東名高速道路）として高速自動車国道の路線に指定され、東海ICは第二東名の最西端のインターチェンジとなった。なお、東海IC - 飛島IC間は、1979年（昭和54年）から1987年（昭和62年）までの間に一般国道302号の一般有料道路事業として事業許可された経緯から、高速自動車国道の路線指定からは除かれている。

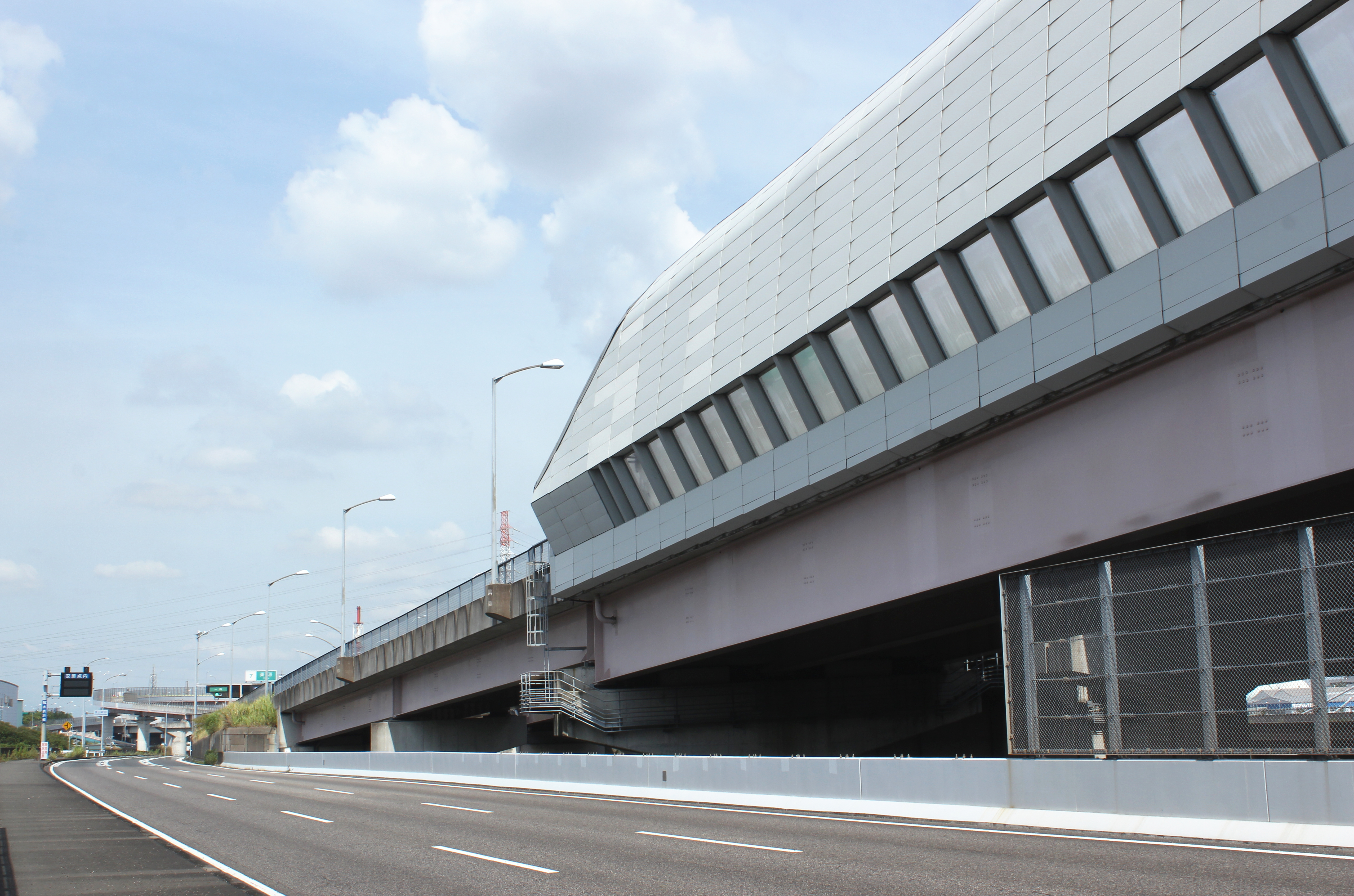
インターチェンジ付近は自動車騒音を抑えるために先折れ式遮音壁を設置。画像奥が東海IC（東海市名和町）。

高速自動車国道の路線の一部となった名古屋南JCT - 東海IC間だが、都市計画上は名古屋環状2号線であり、道路規格の面で第二東名より劣ることから、規格アップのための都市計画変更を1991年（平成3年）8月に実施した。これにより都市計画道路名は「高速名古屋環状2号線」から「伊勢湾岸道路」に変更され（東海IC - 飛島IC間の一般有料道路区間も併せて変更）、道路規格は豊田 - 四日市間で第1種第2級（設計速度100キロメートル毎時）に統一された。この変更を受けて、東海IC付近でも道路幅員が拡幅された。これに先だって1990年11月に、インターチェンジ付近の東海市名和町で道路拡幅（約5 m）と設計速度アップ（60 km/hから100 km/hへ変更）による地元住民への説明会を開催し、特に速度向上による騒音が環境保全目標をクリア出来ないことから、先折れ式遮音壁を設置することなどが説明されている。
その後、1997年（平成9年）2月に東海市 - 名古屋市間約4 kmが第二東海自動車道の基本計画区間に組み込まれ、高速自動車国道法における路線名は第二東海自動車道横浜名古屋線に改められた。
営業開始は1998年（平成10年）3月で、路線名は高速自動車国道と一般有料道路を一括して「伊勢湾岸自動車道」と案内し、この時の出入口は飛島方面側は出入口全て、名古屋南方面側は出口のみ供用して、入口は2003年（平成15年）3月の豊明IC - 名古屋南JCT間延伸時に運用開始している。

#### 年表
- 1967年（昭和42年）3月17日 : 東海ICが都市計画決定[11][12]。
- 1979年（昭和54年）8月10日 : 東海IC - 飛島IC間の都市計画決定[29]。
- 1982年（昭和57年）11月5日 : 都市計画変更[30]。
- 1989年（平成元年）2月27日 : 東海ICが高速自動車国道「第二東海自動車道横浜東海線」の路線として指定[18][31]。
- 1991年（平成3年）8月28日 : 都市計画変更。東海ICの都市計画上の所属路線が名古屋環状2号線から伊勢湾岸道路に変更され、併せて道路規格変更[32]。
- 1998年（平成10年）3月30日 : 名古屋南IC - 名港中央IC間開通に伴い開設[33]。四日市JCT方面出入口および名古屋南ICからの出口のみ開設し、大府IC方面入口は開設を見送った[27]。
- 2003年（平成15年）3月23日 : 豊明IC - 名古屋南IC間開通[34]に伴い豊明IC方面入口が供用開始[28]
- 2011年（平成23年）11月19日 : 併設する東海JCTが供用開始[35]。

### 周辺

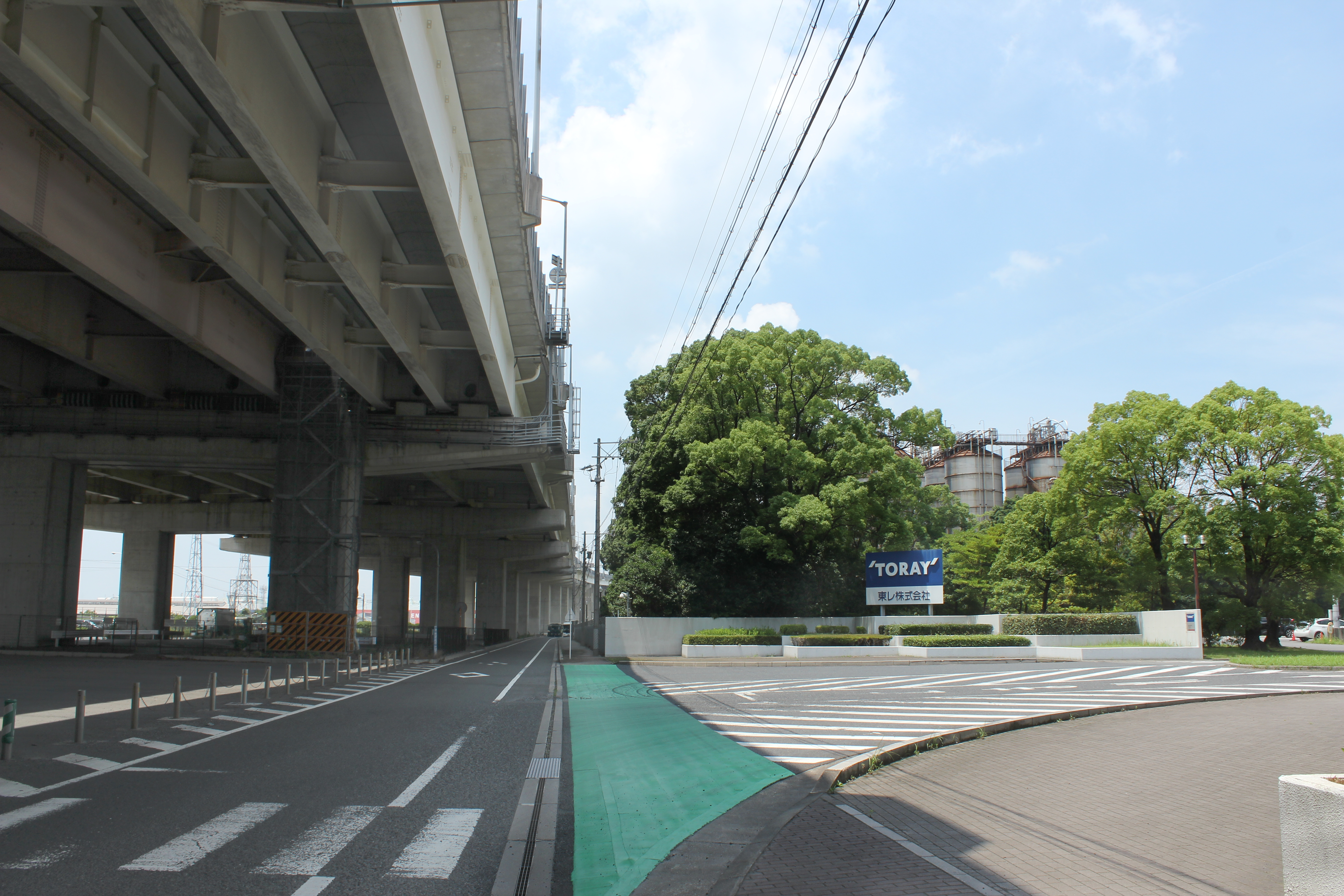
東海IC付近は鉄鋼、化学工場が林立する。

- 名鉄 常滑線
  - 名和駅
  - 聚楽園駅
- 新宝緑地運動公園
- 聚楽園公園
- 東レ・デュポン東海事業場

### 接続する道路
- 直接接続
  - 国道302号[5]
  - 愛知県道59号名古屋中環状線（国道247号、国道302号と重複）
- 間接接続
  - 国道247号（西知多産業道路）

### 料金所（伊勢湾岸自動車道）
レーン運用は、時間帯やメンテナンスなどの事情によって変更される場合がある。

#### 第一料金所（豊田方面）
入口
名古屋高速4号東海線からの入口も兼ねている。
- レーン数 : 3
  - ETC専用 : 2
  - 一般 : 1

出口
- レーン数 : 2
  - ETC専用 : 1
  - 一般 : 1

#### 第二料金所（四日市方面）
入口
- レーン数 : 2
  - ETC専用 : 1
  - ETC/一般 : 1

出口
- レーン数 : 3
  - ETC専用 : 2
  - 一般 : 1

### 隣
E1A 伊勢湾岸自動車道
(6) 大府IC - (7) 東海IC / (7-1) JCT - (8) 名港潮見IC
 伊勢湾岸道路
(7) 東海IC - (8) 名港潮見IC - (9) 名港中央IC